# Иван Келпеков
Иван Димитров Келпеков е български революционер, деец на Вътрешната македонска революционна организация.

## Биография
Келпеков е роден на 21 юни 1888 година в неврокопското село Старчища, тогава в Османската империя, днес Перитори, Гърция, в семейството на Димитър Келпеков и Мария Младенова, сестра на Пандо Младенов от Търлис. Получава основно образование. Участва във възстановяването на ВМРО след Първата световна война и от 1920 година е войвода на чета в Драмско. По време на Септемврийското въстание от 1923 г. чета, водена от Келпеков, навлиза в овладяното от въстаници Добринища и извършва арести на участници в бунта.
След Деветосептемврийския преврат в 1944 година е арестуван от комунистическите власти заедно с Андон Качарков и Стоян Филипов, но успява да избяга. През март 1945 година повторно е заловен и убит край Хасково.